# 138. Selbstständiges Panzerregiment
Das 138. selbstständige Panzerregiment (russisch 138 отдельный танковый полк) der Gruppe der Sowjetischen Streitkräfte in Deutschland (GSSD) war ein Panzerverband des Kalten Krieges. Es trug den Decknamen „Klorija“ und war als selbstständig operierender Verband formal der 2. Garde-Panzerarmee in Fürstenberg (Havel) unterstellt. 1962 wurde die 5. selbstständige Panzerbrigade (russisch 5 отдельная танковая бригада) aufgestellt, hatte er den Auftrag, die Ostseeküste der DDR zu verteidigen. 1990 erfolgte die Auflösung.

## Geschichte
Die 5. selbstständige Panzerbrigade wurde im Mai 1962 in Schwerin, als Teil der 2. Garde-Panzerarmee, aufgestellt. 1964 verlegte die Brigade nach Primerwald. In Primerwald waren das 24. selbstständige Panzerbataillon und das 22. selbstständige Mot-Schützenbataillon stationiert. Das 45. und 46. selbstständige Panzerbataillon auf der Halbinsel Wustrow und das 58. selbstständige Panzerbataillon in Garz (Usedom).
Die Panzerbataillone waren am Anfang mit dem mittleren Panzer T-54 ausgestattet und das Mot-Schützenbataillon mit dem Schützenpanzerwagen BTR-152. Aufgabe des Verbandes war die Verteidigung der Ostseeküste gegen mögliche Angriffe der NATO-Streitkräfte. 1974 besaß die Brigade 130 T-54-Kampfpanzer.
1980 wurde der Verband in 138. selbständiges Panzerregiment umbenannt und erhielt bei einem möglichen Kriegsausbruch den neuen Auftrag, bei Luftlandeoperationen auf Dänemark (Jütlandische Operationsrichtung) zu unterstützen. Die Neuausstattung des Regimentes beinhaltete T-55- und T-62-Kampfpanzer sowie BTR-60-Schützenpanzerwagen.
Nach Änderung der Bedrohungslage 1989/90 wurde das Regiment im April 1990 aufgelöst. Das 24., 45. und 58. selbstständige Panzerbataillon wurden in die Mongolei verlegt, wo man sie auf die 12., 41. und 91. Mot-Schützendivision aufteilte. Das 46. selbstständige Panzerbataillon und das 22. selbstständige Mot-Schützenbataillon wurden im Zuge dieser Maßnahme komplett aufgelöst.

## Gliederung
- 24. Selbstständiges Panzerbataillon
- 45. Selbstständiges Panzerbataillon
- 46. Selbstständiges Panzerbataillon
- 58. Selbstständiges Panzerbataillon
- 22. Selbstständiges Mot-Schützenbataillon